# San Pedro de los Canichanas
San Pedro de los Canichanas é um pequeno povoado no Departamento de Beni, (Bolívia), onde atualmente vivem cerca de 100 famílias em condições precárias.
Atualmente a economia da região é dominada por latifundiários que tem fazendas de criação de gado bovino. Maioria da população da região tem que aceitar ser mão de obra barata nessas fazendas.
Foi fundado como uma redução jesuítica em 1697, por Agustín Zapata, agrupando 1.200 nativos da etnia canichana.
Na época das reduções foi a sede do governo central das reduções na região de "Llanos de Mojos", onde chegaram a habitar cerca de 5.000 pessoas.
No início do Século XVIII, os jesuítas chegaram a construir uma fundição de metais, onde foram construídos sinos utilizados em várias Igrejas da região e, até mesmo, exportados para países da Europa, apesar das dificuldades de transporte. No local também foram fabricados canhões e munições para combater invasões de bandeirantes. 
No local também foram fabricados objetos de arte sacra e instrumentos musicais, até mesmo os mais complexos como órgãos de tubos.
Após a expulsão dos jesuítas, o local entrou em decadência.